# 696
696 (DCXCVI) fue un año bisiesto comenzado en sábado del calendario juliano, en vigor en aquella fecha.

## Acontecimientos
- Juan de Nikiû es nombrado administrador general de los monasterios del Alto Egipto.
- La abadía de San Pedro es fundada por Ruperto de Salzburgo, arzobispo de Worms, en Salzburgo (hoy Austria).

## Nacimientos
- Kim Gyo-gak, príncipe y monje budista coreano.

## Fallecimientos
- 8 de junio: Clodulfo de Metz, obispo de Metz (o 697).
- 13 de agosto: Príncipe Takechi de Japón.
- Domnall Donn, rey de Dalriada (Escocia).
- Vinayaditya, rey de Chalukya.
- Woncheuk, monje budista coreano.